# Саид, Мохаммед
Мохаммед Халид Саид (тигре ሞሃመድ ኽሃሊድ ሳአኢድ, швед. Mohammed Khalid Saeid; род. 24 декабря 1990, Эребру, Швеция) — эритрейский и шведский футболист, полузащитник клуба «Треллеборг» и сборной Эритреи.

## Клубная карьера
Саид — воспитанник «БК Форвард». Во время одного из юношеских турниров в матче против английского «Фулхэма» он был замечен скаутами «Вест Бромвич Альбион». Клуб предложил Мохаммеду молодёжный контракт. В 2009 году Саид вернулся на родину, присоединившись к «БК Форвард». В 2010 году он дебютировал за команду в Первом дивизионе Швеции. Спустя два года Саиде перешёл в клуб из своего родного города «Эребру». 2 апреля в матче против «Отвидаберга» он дебютировал в Аллсвенскане. 16 мая в поединке против АИКа Мохаммед забил свой первый гол за «Эребру». Несмотря на вылет клуба в Суперэттан, Саид остался в клубе и через год помог ему вернуться в элиту.
В 2015 году на правах свободного агента Мохаммед перешёл в клуб MLS «Коламбус Крю». В американской лиге он дебютировал 14 марта в матче против канадского «Торонто». В своём дебютном сезоне Саид помог команде выйти в финал.
Саид был выбран клубом «Миннесота Юнайтед» на драфте расширения MLS 2016. 3 марта 2017 года он участвовал в дебютном матче новообразованного клуба, соперником в котором был «Портленд Тимберс».
31 марта 2017 года «Миннесота Юнайтед» обменяла Саида, Джоша Гэтта и место иностранного игрока в «Колорадо Рэпидз» на Сэма Кронина и Марка Бёрча. За «Рэпидз» Мохаммед дебютировал 15 апреля в так называемом «Кубке Скалистых гор», дерби в рамках чемпионата против «Реал Солт-Лейк», где на 32-й минуте заменил получившего травму Бисмарка Боатенга. 23 августа в матче против «Портленд Тимберс» он забил свой первый гол в MLS. По окончании сезона 2017 «Колорадо Рэпидз» не стал продлевать контракт с Саидом.
29 декабря 2017 года Саид подписал 2,5-летний контракт с клубом датской Суперлиги «Люнгбю».
3 августа 2018 года Саид перешёл в шведский «Сириус», подписав контракт до 2021 года.

## Международная карьера
За сборную Эритреи Саид дебютировал 10 сентября 2019 года в матче квалификации чемпионата мира 2022 против сборной Намибии.